# Henriette Olsen
Henriette Olsen, född Mustad den 31 juli 1906, död 23 februari 1998, var en norsk konstsamlare.
Henriette Olsen var dotter till affärsmannen Halfdan Magnus Mustad (1874–1967). Hon studerade fri konst vid Statens håndverks- og kunstindustriskole i Oslo och för Per Krohg i Paris.
Hon gifte sig med skeppsredare Thomas Olsen. Målaren Edvard Munch ägde från 1910 Nedre Ramme, granngård till Olsenfamiljens residens Lysedal i Hvitsten. Genom vänskapen med Munch kom Thomas och Henriette Olsen att införskaffa många kända Munchmålningar. Mest känd av familjens Munch-samling var pastellversionen av Skriet. Samlingen ärvdes testamentariskt av den yngre sonen Petter Olsen efter Henriette Olsen. Den äldre brodern Fred. Olsen öppnade rättssak i frågan, men förlorade tvistemålet i Oslo tingrett 2001, vilket utslag fastslogs i Borgarting lagmannsrett året därpå.
Henriette Olsen är avbildad i ett Munch-porträtt i tre varianter från 1932. Två av dessa blev färdiga målningar och en förblev en ofullständig skiss. 
Henriette och Thomas Olsen hade sönerna Fred. Olsen och Petter Olsen. Anette Olsen är hennes sondotter.